# Бурхард IV фон Кверфурт
Бурхард IV фон Кверфурт (нем. Burkhard IV von Querfurt; до 1170 — ум. 1190 в Антиохии) — бургграф Магдебурга в 1177/1178 — 1190 годах. Сын графа Бурхарда III Кверфуртского и Матильды фон Глейхен.
Бурхард IV умер в 1190 году в Антиохии и погребён там же в церкви Святого Павла.

## Семья
Бурхард IV женился в 1189 году на Софье фон Веттин (ум. декабрь 1189), дочери графа Веттина Генриха I. У них был один сын:
- Бурхард V (ум. 2 апреля 1247), бургграф Магдебурга (1209—1243/1247)